# Kukkaladinne, Chintamani
Kukkaladinne là một làng thuộc tehsil Chintamani, huyện Chikkaballapur, bang Karnataka, Ấn Độ.